# Třída Scorpène
Třída Scorpène je exportní třída středně velkých diesel-elektrických útočných ponorek, vyvinutá ve francouzsko-španělské spolupráci a navazující na francouzskou konstrukční školu. Ponorky mohou ničit hladinové lodě a ponorky, ale i provádět špionáž a speciální operace. Vývoj ponorek zajišťovala francouzská firma Direction des constructions navales (DCN, pozdější DCNS, nyní Naval Group) a španělská firma Empresa Nacional Bazán (E.N. Bazán, pozdější IZAR, nyní Navantia). V současnosti je vlastníkem projektu francouzská Naval Group. Ponorky jsou velice tiché, s modulární konstrukcí a s možností jejich vybavení pohonem nezávislým na přístupu vzduchu francouzského typu MESMA (Module d'Energie Sous-Marine Autonome).
K roku 2024 má třída celkem čtyři uživatele. Chile a Malajsie zavedly po dvou ponorkách této třídy, přičemž šest ponorek objednala Indie a čtyři Brazílie. Jako pátý uživatel ponorky roku 2024 objednala Indonésie. Prototypová ponorka byla do služby zařazena roku 2005. Do roku 2024 bylo do služby přijato jedenáct ponorek a dalších byly rozestavěny.

## Vývoj

Boční pohled na ponorku třídy Scorpène

Francie stavěla v 60. a 70. letech úspěšné ponorky tříd Daphné (S-60) a Agosta (S-70), které byly i široce exportovány. V 80. letech na ně chtěla firma DCS navázat projektem S-80, který ale nebyl z finančních důvodů realizován (pouze pro Pákistán byly postaveny tři jednotky vylepšené třídy Agosta označené S-90B). Když DCN a španělská E.N. Bazán zjistily, že vyvíjejí koncepčně podobná plavidla (španělské námořnictvo rovněž hledalo nástupce starších francouzských konstrukcí), roku 1990 se dohodly na vytvoření společné konstrukce označené třída Scorpène.
Obě společnosti původně očekávaly, že Francie a Španělsko zakoupí po čtyřech člunech, nakonec se tak ale nestalo. Francie roku 1995 oznámila, že v následujících letech bude provozovat výhradně ponorky s jaderným pohonem a rovněž Španělsko si vybralo jiný typ. Třída Scorpène proto zůstala, podobně jako německé ponorky typů 209 a 214, čistě exportním projektem.
Každá z firem však, mimo tohoto společného typu, vyvinula rovněž jeho zvětšenou verzi, nabízenou ve vlastní režii. IZAR (někdejší E.N. Bazán) s třídou Isaac Peral (projekt S-80A) získala objednávku na čtyři ponorky od španělského námořnictva, na což DCNS (dříve DCN) reagovalo vlastní vylepšenou třídou Marlin, která se ale na trhu neprosadila. V současnosti vlastní práva na třídu Scorpène pouze Naval Group (dříve DCNS), která stále pokračuje v jejím vylepšování.

## Konstrukce

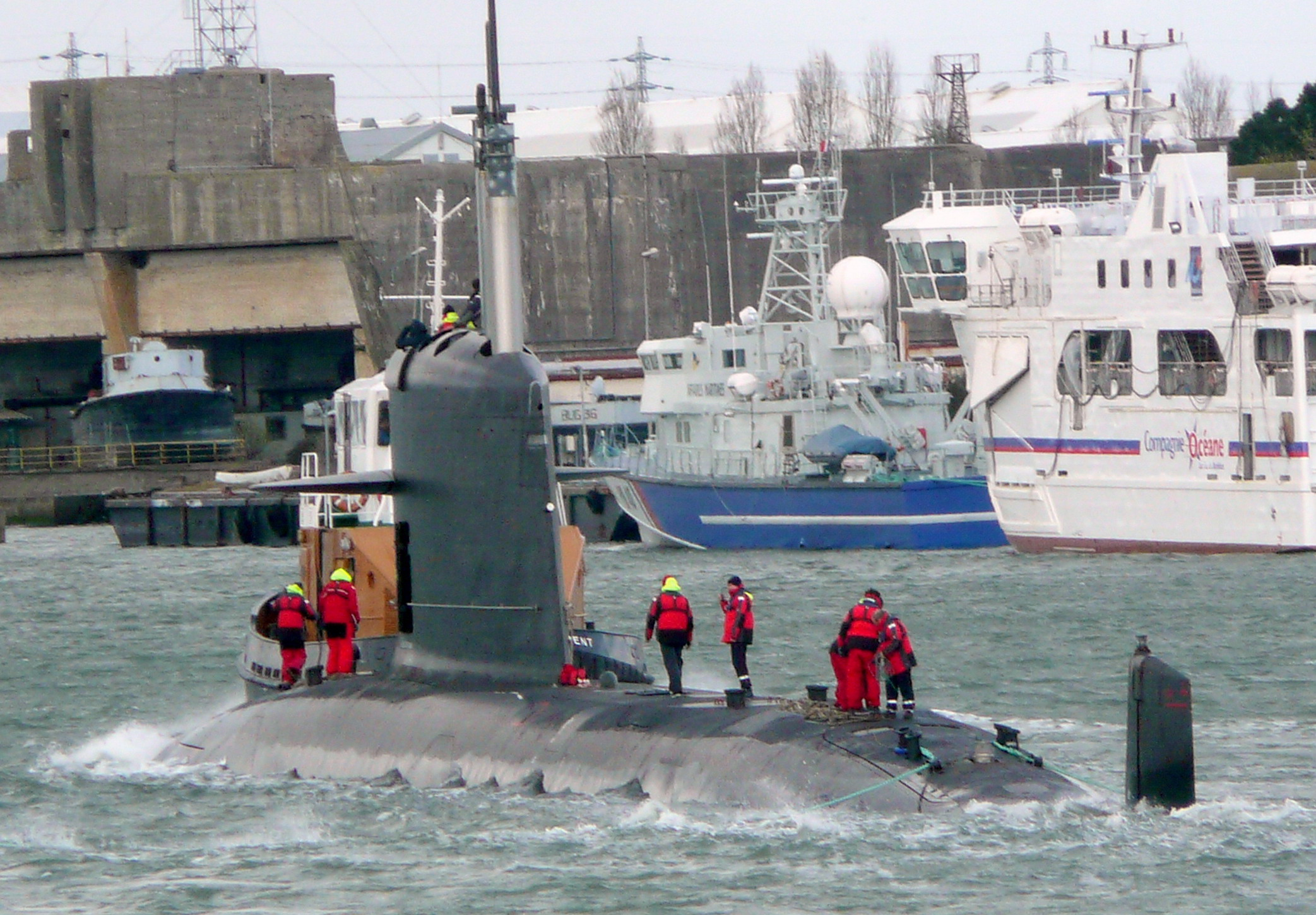
Jedna z malajsijských ponorek v Lorientu

Ponorky jsou jednotrupé koncepce s tlakovým trupem z oceli HLES-80 (ze stejného materiálu jsou stavěny francouzské jaderné ponorky). Věž a další části ponorek jsou z kompozitu. Trup má dvě paluby a nedělí ho žádné vodotěsné přepážky. Operační hloubka ponoru je 350 metrů (jiné zdroje uvádějí 300 metrů).
Modulová konstrukce ponorek umožňuje jejich značnou přizpůsobivost dle potřeb zákazníků. Umožňuje tak vložení (i dodatečné) sekce s přetlakovou komorou (malajsijské a indické ponorky) či další trupové sekce s pohonem nezávislým na přístupu atmosférického vzduchu. Ponorky jsou rovněž velice tiché – jejich trup nemá nepotřebné výstupky, interiér je odhlučněný, lodní šroub má speciální konstrukci a trup pokrývá materiál snižující účinek nepřátelského sonaru.
Díky vysokému stupni automatizace tvoří posádku ponorek pouhých 31 mužů (u předchozí generace ponorek to bylo obvykle cca 50), které může doplnit šest potápěčů. To snižuje náklady na provoz a zvyšuje celkový komfort posádky.
Výzbroj ponorek tvoří šest 533mm torpédometů. Dva torpédomety mohou sloužit k vypouštění min. Torpéda různých typů mohou doplnit rovněž protilodní střely Exocet (neobjednalo je pouze Chile). Na palubě může být až 18 torpéd a střel či 30 min.
Základní verzi pohonu tvoří 2–4 dieselové motory (MTU či S.E.M.T. Pielstick), jeden elektromotor a dvě sady akumulátorů. Lodní šroub je jeden. Nejvyšší rychlost dosahuje 12 uzlů na hladině a 20,5 uzlu pod hladinou. Pod hladinou může být taková ponorka až čtyři dny. V případě instalace pomocného pohonu MESMA však její vytrvalost pod hladinou stoupá až na 18 dní.

## Varianty

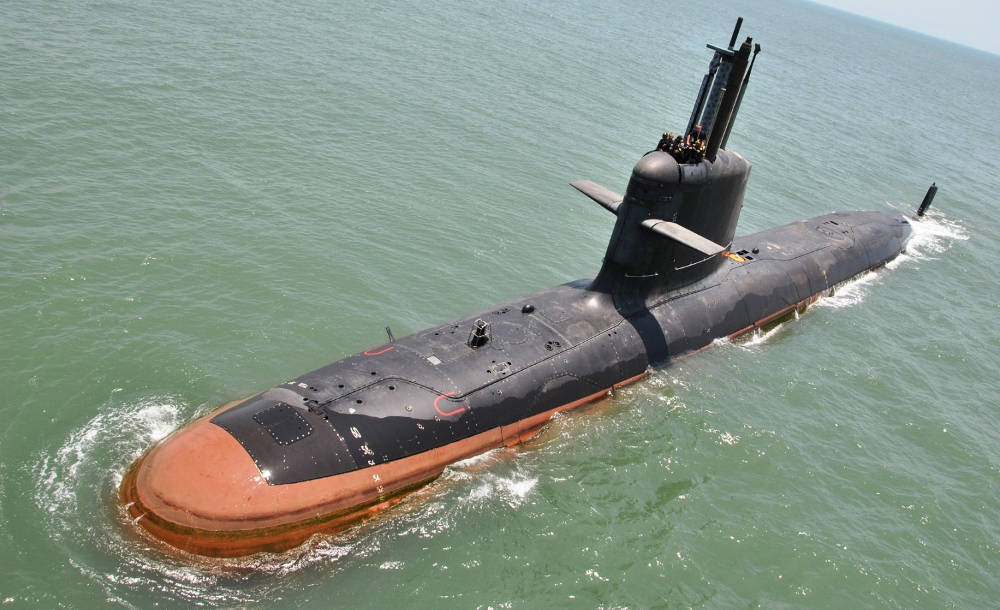
Indická ponorka INS Kalvari během zkoušek

- CM-2000 (Scorpène Basic) – základní verze s délkou 66 metrů a zásobou 18 torpéd či střel.[4]
- AM-2000 (Scorpène Basic-AIP) – totožná s předchozí, její trup prodloužený na 76 metrů však skrývá pohon MESMA, nezávislý na přístupu atmosférického vzduchu.[4][7]
- CA-2000 (Scorpène Compact) – pobřežní verze s délkou 60 metrů, obratnější, s nižšími výkony a zásobou 12 torpéd či střel. Zatím nebyla objednána.[4]
- Scorpène SBR – verze vyvinutá pro Brazílii s délkou přes 70 metrů a zvětšenou autonomií provozu. Bez pohonu MESMA.

## Uživatelé

### Chile
Chilské námořnictvo bylo prvním, které si roku 2007 objednalo dvě ponorky této doposud nevyzkoušené konstrukce. Jednalo se o základní verzi CM-2000. Scorpène dostala přednost před v Chile doposud užívaným německým typem 209. Obě ponorky byly postaveny v Evropě – obě firmy si zakázku rozdělily (DCN staví přídě a IZAR zádě ponorek, kompletace je střídavě v jedné či druhé). První jednotka O'Higgins (S-22) byla postavena v Cherbourgu v letech 1999–2005, zatímco druhá jednotka General Carrera (S-23) v Cartageně v letech 2000–2006. Ponorky ve službě nahradily starší britské ponorky třídy Oberon. Dne 18. července 2014 byla ponorka General Carrera poškozena srážkou s chilskou fregatou Almirante Condell (FF-06), ke které došlo během plavby ponorky v periskopové hloubce. Poškozena byla přední část věže a hloubková kormidla ponorky. Obě plavidla byla přesunuta do loděnice ASMAR k opravě.

### Malajsie

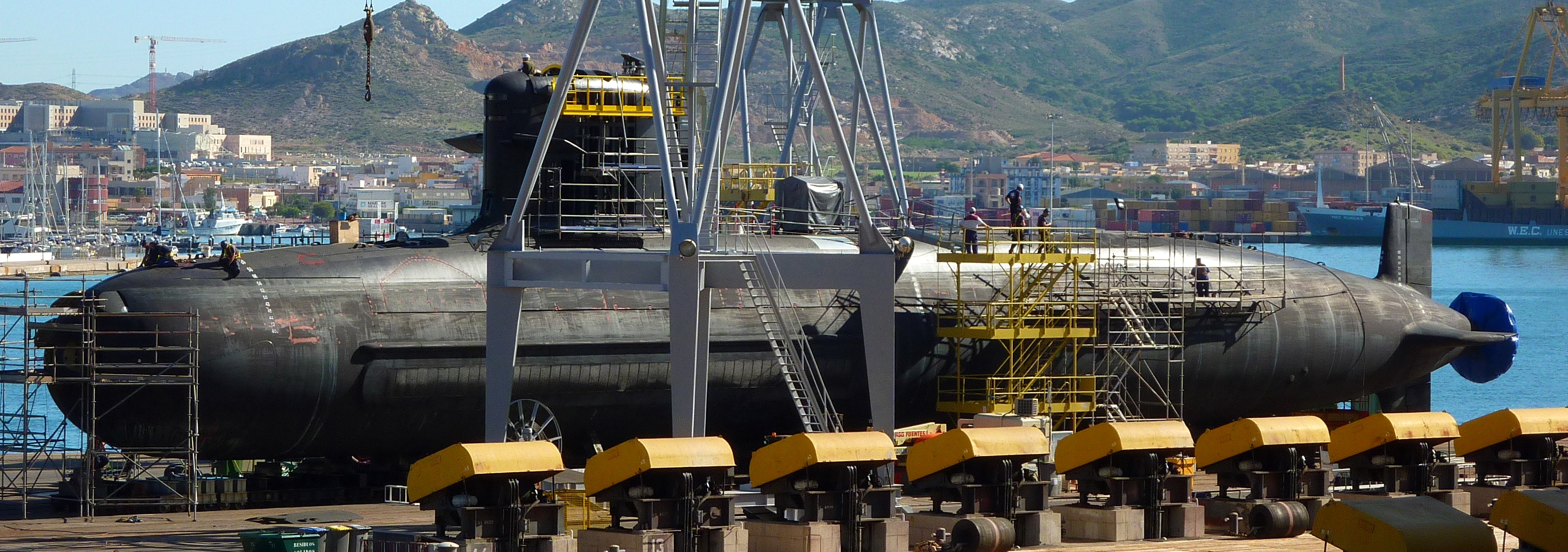
Malajsijský Tun Razak během stavby

Druhým uživatelem třídy se stala Malajsie, která doposud žádné ponorky nevlastnila. V roce 2002 objednala dva kusy verze CM-2000 a rovněž jí byla zapůjčena jedna starší ponorka pro výcvik posádek. První jednotka Tunku Abdul Rahman byla postavena v letech 2003–2009, zatímco druhá Tun Razak v letech 2004–2009.

### Indie

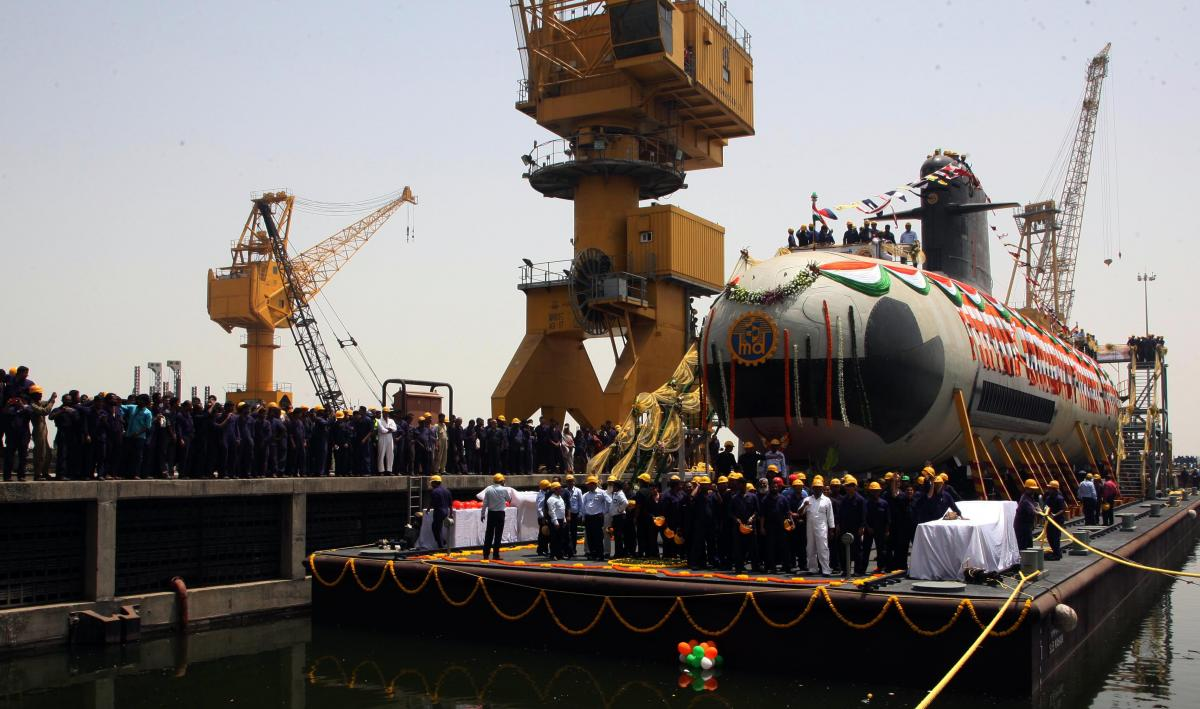
Indická ponorka Kalvari

Indie se rozhodla pro ponorky Scorpène jako pro náhradu stávajících indických ponorek ruské třídy Kilo a německého typu 209. Jejich indické označení je Projekt 75. V roce 2001 byla podepsána předběžná dohoda na stavbu šesti ponorek s opcí na dalších šest kusů. Definitivní kontrakt, podepsaný roku 2005, nakonec zahrnuje šest ponorek s opcí na dalších šest. Všechny postaví (s francouzskou pomocí) indické státní loděnice Mazagon Dock Limited v Bombaji, přičemž první tři budou ve verzi CM-2000 a zbylé tři ve verzi AM-2000. V případě uplatnění opce, budou všechny další ponorky ve verzi AM-2000. Indické ponorky budou mít značně odlišné vybavení. Podle prvotních plánů měly být ve službě po roce 2015. Indie pro ně již objednala také francouzské protilodní střely SM39 Exocet. V dubnu 2013 bylo oznámeno, že první jednotka bude na vodu spuštěna až roku 2014, tedy s více než dvouletým zpožděním oproti plánům. Další průtahy následovaly. Počátkem roku 2015 tak bylo oznámeno, že první jednotka bude předána až v říjnu 2016.
Na konci srpna 2016 vypukl mezinárodní skandál způsobený únikem 22 000 stran dokumentů obsahujících tajné informace o konstrukci a schopnostech ponorek třídy Scorpène. Uniklé dokumenty zveřejnil australský deník The Australian. Důsledkem tohoto skandálu mělo být neobjednání dalších francouzských ponorek této třídy nad rámec již závazně objednané první šestice.
Prototypová jednotka INS Kalvari nakonec do služby vstoupila 14. prosince 2017. Stala se první ponorkou postavenou v Indii po 20 letech. Dodání druhé ponorky INS Khanderi se zpozdilo kvůli sérii nedostatků odhalených během zkoušek. Ponorka zejména trpěla zvýšenou hlučností. Do roku 2021 byly zařazeny první čtyři ponorky. Do budoucna je plánováno, že šestice indických ponorek této třídy bude vybavena pohonem AIP vyvinutým indickou agenturou DRDO.
Třída Scorpène vypadla z navazujícího tendru na šest vylepšených ponorek Projektu 75(I) kvůli dodatečně vznesenému požadavku, aby ponorky disponovaly prověřeným pohonem AIP s elektrochemickými palivovými články.
V roce 2023 Indie projevila zájem o stavbu druhé tříkusové série ponorek třídy Scorpène. Zajistit by ji měla loděnice Mazagon Dock Limited.
V prosinci 2024 indické ministerstvo obrany objednalo integraci pomocného pohonu nezávislého na přístupu atmosférického vzduchu DRDO-AIP vyvinutého organizací DRDO (Defence Research and Development Organisation) a na integraci těžkého torpéda EHWT (Electronic Heavy Weight Torpedo).

### Brazílie

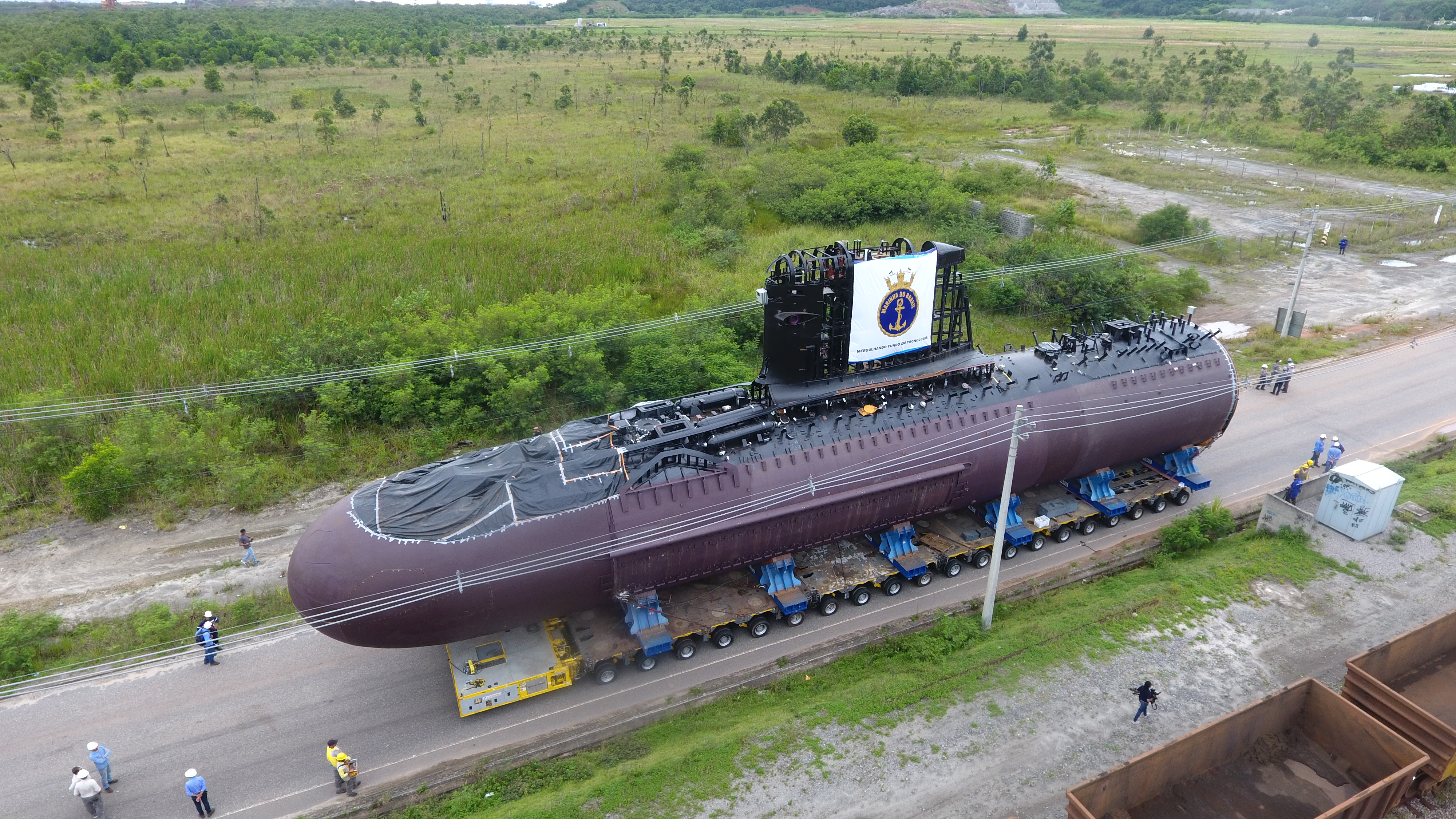
Přeprava rozestavěné ponorky Riachuelo (S40)

Čtvrtým uživatelem této třídy bude Brazílie, která v roce 2008 objednala čtyři jednotky ve verzi Scorpène SBR. První jednotka je stavěna ve dvou sekcích v Evropě i v Brazílií, přičemž další tři již celé postaví brazilské loděnice. Francie navíc v rámci kontraktu pomůže s vývojem prvních brazilských ponorek s jaderným pohonem. Zařazení do služby se původně očekávalo v letech 2015–2021. Do roku 2017 byly rozestavěny první čtyři ponorky. Jejich spuštění na vodu je plánováno na roky 2018–2022. Zařazení prototypové ponorky Riachuelo bylo plánováno na rok 2019. Nakonec k němu došlo 1. září 2022.

### Indonésie
Dne 28. března 2024 loděnice Naval Group podepsala smlouvu s indonéskou loděnicí PT PAL na stavbu dvou vylepšených ponorek Scorpène Evolved pro indonéské námořnictvo. Ponorky budou vybaveny bojovým řídícím systémem SUBTICS a lithium-iontovými akumulátory.

## Potenciální uživatelé
Argentina projevila zájem o tři ponorky třídy Scorpène, které by umožnily obnovit schopnosti argentinského námořnictva po ztrátě ponorky ARA San Juan (S-42). Argentinský ministr obrany uvedl, že uzavření smlouvy očekává v roce 2025 a dodání první ponorky v roce 2030.

## Jednotky
Jednotky třídy Scorpène:
| Jméno               | Verze            | Uživatel                          | Založení kýlu      | Spuštěna           | Vstup do služby    | Stav      |
| ------------------- | ---------------- | --------------------------------- | ------------------ | ------------------ | ------------------ | --------- |
| O'Higgins (S-22)    | CM-2000          | Chilské námořnictvo               | 18. listopadu 1999 | 1. listopadu 2003  | 8. září 2005       | aktivní   |
| Carrera (S-23)      | CM-2000          | Chilské námořnictvo               | listopad 2000      | 24. listopadu 2004 | 20. července 2006  | aktivní   |
| Tunku Abdul Rahman  | CM-2000          | Malajsijské královské námořnictvo | 2. prosinec 2003   | 23. října 2007     | 27. ledna 2009     | aktivní   |
| Tun Abdul Razak     | CM-2000          | Malajsijské královské námořnictvo | 25. dubna 2005     | 9. října 2008      | 5. listopadu 2009  | aktivní   |
| INS Kalvari (S21)   | CM-2000          | Indické námořnictvo               | 23. května 2007    | 6. dubna 2015      | 14. prosince 2017  | aktivní   |
| INS Khanderi (S22)  | CM-2000          | Indické námořnictvo               |                    | 12. ledna 2017     | 28. září 2019      | aktivní   |
| INS Karanj (S23)    | CM-2000          | Indické námořnictvo               |                    | 31. ledna 2018     | 10. března 2021    | aktivní   |
| INS Vela (S24)      | AM-2000          | Indické námořnictvo               |                    | 6. května 2019     | 25. listopadu 2021 | aktivní   |
| INS Vagir (S25)     | AM-2000          | Indické námořnictvo               |                    | 12. listopadu 2020 | 23. ledna 2023     | aktivní   |
| INS Vaghsheer (S26) | AM-2000          | Indické námořnictvo               |                    | 20. dubna 2022     | 15. ledna 2025     | aktivní   |
| Riachuelo (S40)     | Scorpène SBR     | Brazilské námořnictvo             |                    | 14. prosince 2018  | 1. září 2022       | aktivní   |
| Humaitá (S41)       | Scorpène SBR     | Brazilské námořnictvo             |                    | 11. prosince 2020  | 12. ledna 2024     | aktivní   |
| Tonelero (S42)      | Scorpène SBR     | Brazilské námořnictvo             |                    | 27. března 2024    | 2025 (plán)        | ve stavbě |
| Angostura (S43)     | Scorpène SBR     | Brazilské námořnictvo             |                    | 2022 (plán)        |                    | ve stavbě |
|                     | Scorpène Evolved | Indonéské námořnictvo             |                    |                    |                    | objednána |
|                     | Scorpène Evolved | Indonéské námořnictvo             |                    |                    |                    | objednána |